# 污斑布瓊麗魚
污斑布瓊麗魚，為輻鰭魚綱鱸形目隆頭魚亞目慈鯛科的其中一種，分布於南美洲Yavari河下游流域，體長可達10.3公分，棲息在森林覆蓋、水質清澈且具沉積物的溪流，生活習性不明。

## 擴展閱讀
維基物種上的相關：污斑布瓊麗魚